# Transportul feroviar în Africa de Sud

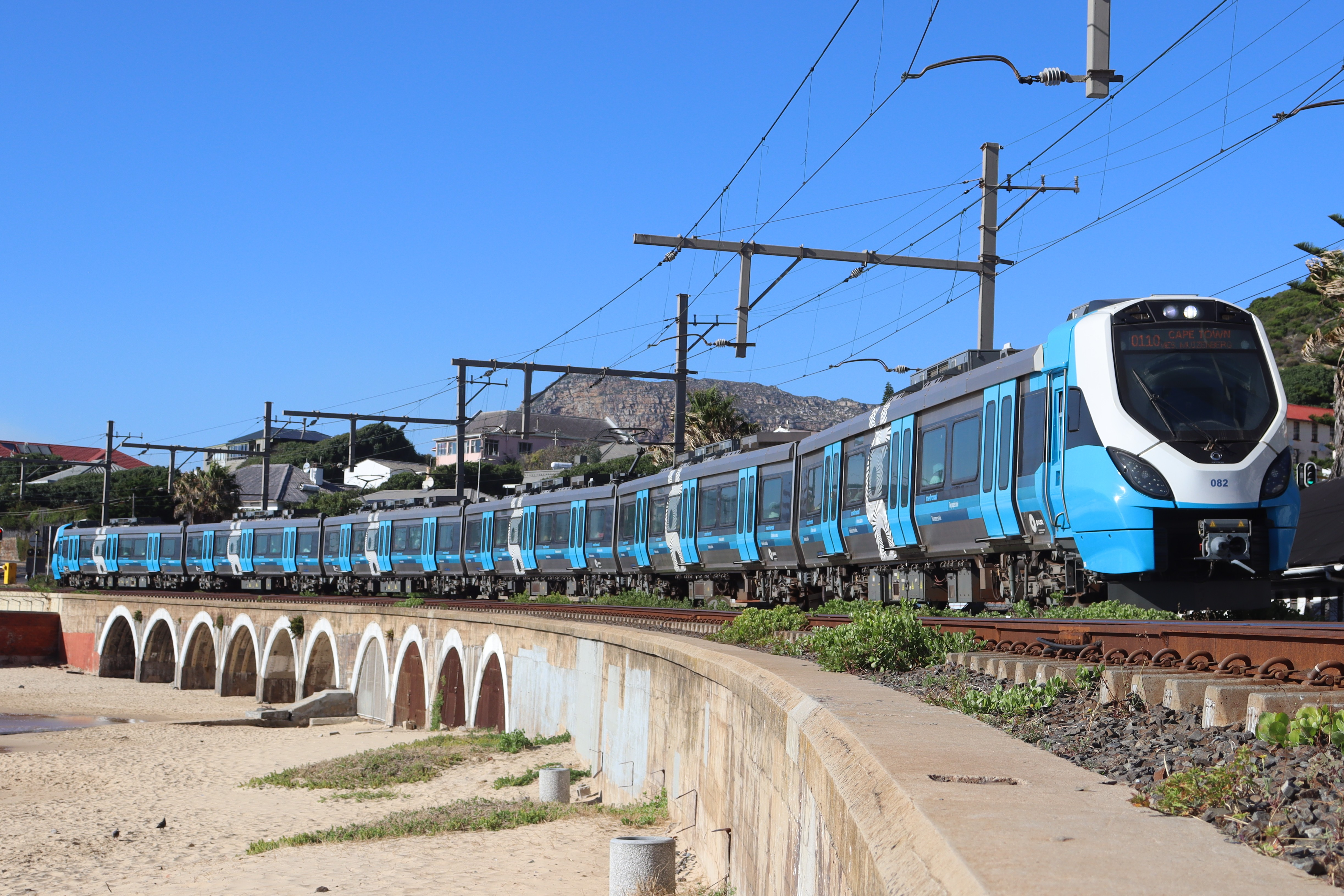
Un tren Metrorail în stația Kalk Bay din Cape Town, Western Cape

Transportul feroviar în Africa de Sud este partea cea mai importantă a infrastructurii naționale de transporturi. Toate orașele mai importante sunt conectate prin căi ferate, calea ferată din Africa de Sud fiind cea mai dezvoltată din Africa. Industria feroviară sud-africană este domeniu public accesibil de majoritate .

## Istoria

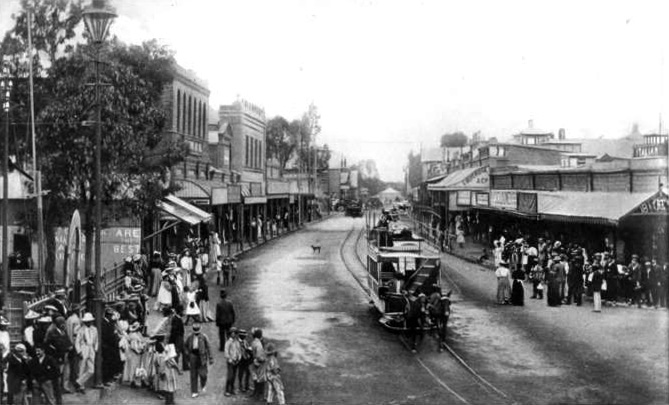
Vagon tras de cai, Kimberley 1905

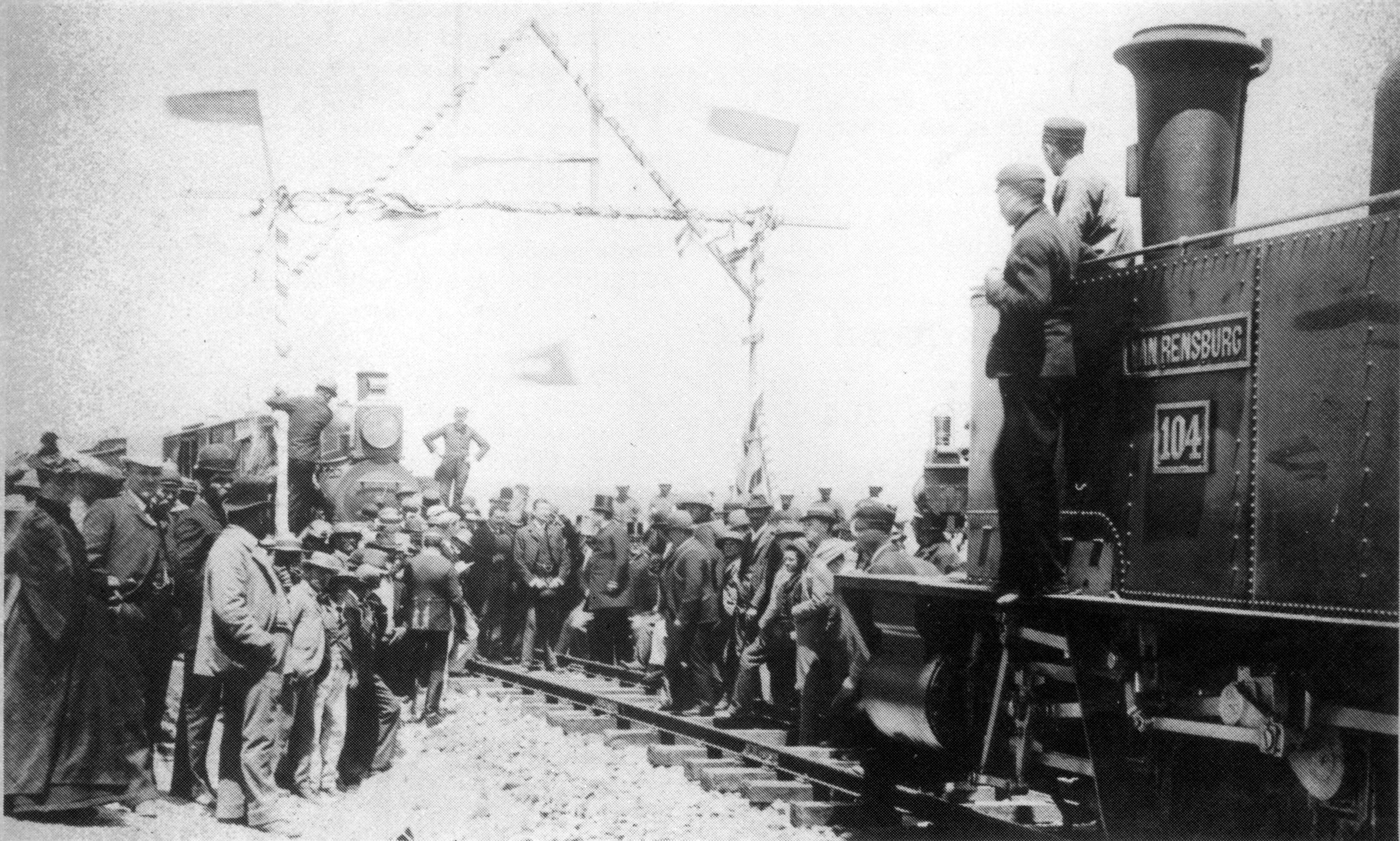
Întâlnirea căilor ferate la Heidelberg, 1895

Prima rută deservită de locomotive pe bază de abur a fost o linie de cca 2 mile (3,2 km) a Natal Railway Company, care lega orașul Durban de Harbour Point, deschisă pe 26 iunie 1860. Cape Town începuse deja în 1859 construcția a 45 mile (72,42 km) de cale ferată care să lege Cape Town de Wellington, dar au apărut mai multe întârzieri și s-a deschis doar prima secțiune pe lângă râul Eerste pe 13 februarie 1862. Liniile de cale ferată în alte provincii au început mai târziu, dar o legătură a acestora la nivel național a fost posibilă în 1898, prin crearea unei rețele de transport intern. Această rețea națională a fost în mare parte realizată până în 1910. Deși liniile de cale ferată au fost, de asemenea, extinse în afara Africii de Sud, până în partea de nord a Rodesiei (astăzi Zambia), viziunea lui Cecil John Rhodes, de a avea un sistem de cale ferată care să unească Cape Town de Cairo, niciodată nu s-ar materializat.
După fuziunea celor patru provincii care a dus la stabilirea statului modern al Africii de Sud în 1910, liniile de cale ferată din întreaga țară au fuzionat, de asemenea. South African Railways and Harbours (SAR & H) a fost agenția guvernamentală responsabilă, printre altele, cu sistemul feroviar al țării. 

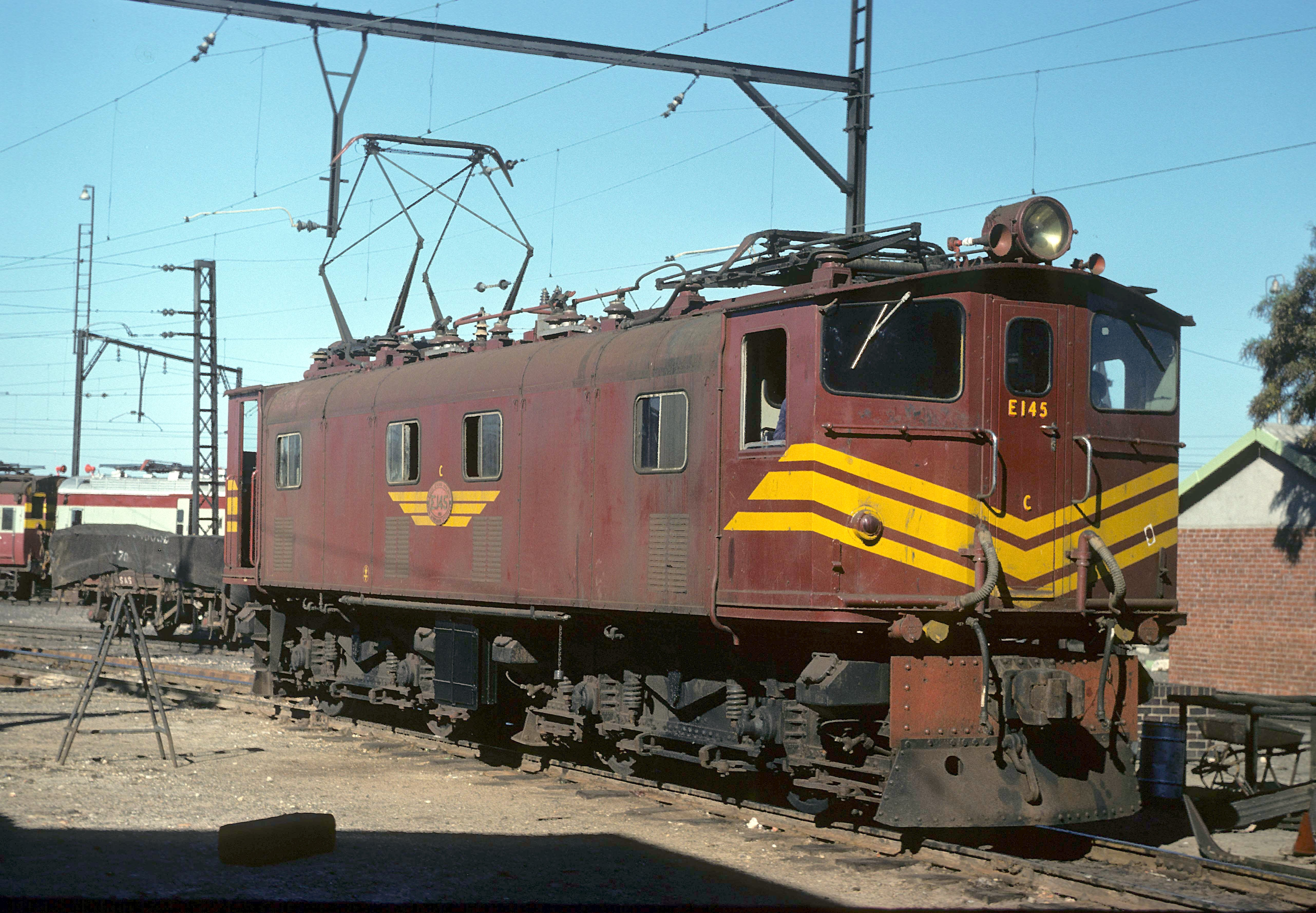
Africa de Sud Clasa 1E (South African Class 1E)

Electrificarea căilor ferate a început în anii 1920 odată cu construirea centralei electrice de la Colenso pentru ruta Glencoe - Pietermaritzburg și introducerea locomotivei electrice clasa 1E din Africa de Sud (South African Class 1E).
În anii 1980 a fost reorganizată industria transporturilor. În loc de o agenție guvernamentală care să acționeze direct, acesta a fost schimbată cu o companie feroviară deținută de guvern numită Transnet.  Transnet Freight Rail (până de curând cunoscută ca Spoornet) este divizia companiei Transnet care se ocupă cu sistemul feroviar al țării. Deși nu există planuri de privatizare a rețelei feroviare naționale, totuși, recent, unele mici porțiuni ale sistemului feroviar au devenit proprietate privată.